# Gerald Giraldo
Gerald Nicolas Giraldo Villa (* 21. März 1989 in Armenia) ist ein kolumbianischer Leichtathlet, der sich auf den Hindernislauf spezialisiert hat und auch im Langstreckenlauf an den Start geht.

## Sportliche Laufbahn
Erste Erfahrungen bei internationalen Meisterschaften sammelte Gerald Giraldo im Jahr 2008, als er bei den Zentralamerika- und Karibiksmeisterschaften (CAC) in Cali in 9:40,17 min den vierten Platz über 3000 m Hindernis belegte. 2011 gelangte er bei den Südamerikameisterschaften in Buenos Aires nach 8:44,48 min auf Rang sechs und 2013 wurde er bei den Südamerikameisterschaften in Cartagena in 8:45,15 min Vierter. Anschließend gewann er bei den Juegos Bolivarianos in Trujillo in 8:28,6 min die Silbermedaille im Hindernislauf hinter dem Venezolaner José Peña und sicherte sich zudem in 29:03,59 min die Bronzemedaille im 10.000-Meter-Lauf hinter dem Chilenen Leslie Encina und Bayron Piedra aus Ecuador. Im Jahr darauf nahm er erstmals an den Südamerikaspielen in Santiago de Chile teil und gewann dort in 8:45,96 min die Silbermedaille im Hindernislauf hinter dem Venezolaner José Peña und konnte sein Rennen über 10.000 m nicht beenden. Anschließend belegte er bei den Ibero-Amerikanischen Meisterschaften in São Paulo in 8:51,55 min den fünften Platz über 3000 m Hindernis und erreichte im 5000-Meter-Lauf nach 14:17,04 min ebenfalls Rang fünf. Mitte August gewann er beim Panamerikanischen Sportfestival in Mexiko-Stadt in 9:19,91 min die Silbermedaille im Hindernislauf und anschließend wurde er bei den CAC-Spielen in Xalapa in 8:56,59 min Vierter über die Hindernisse und konnte sein Rennen über 5000 m nicht beenden.
2015 siegte er in 8:29,53 min im Hindernislauf bei den Südamerikameisterschaften in Lima und gewann dort in 3:42,38 min auch die Bronzemedaille im 1500-Meter-Lauf hinter dem Chilenen Carlos Díaz und Federico Bruno aus Argentinien. Anschließend startete er bei den Panamerikanischen Spielen in Toronto und erreichte dort nach 3:56,13 min Rang 14 über 1500 m und konnte sein Rennen im Hindernislauf nicht beenden. Dann nahm er über die Hindernisse an den Weltmeisterschaften in Peking teil, verpasste dort aber mit 9:16,47 min den Finaleinzug. Bei den Halbmarathon-Weltmeisterschaften 2016 in Cardiff erreichte er nach 1:06:39 h Rang 59 und qualifizierte sich im Marathonlauf für die Olympischen Spiele in Rio de Janeiro, bei denen er nach 2:23:48 h auf Rang 87 einlief. 2017 gewann er dann bei den Südamerikameisterschaften in Luque in 8:51,59 min die Silbermedaille über 3000 m Hindernis hinter dem Venezolaner José Peña und anschließend sicherte er sich auch bei den Juegos Bolivarianos in Santa Marta nach 8:40,12 min die Silbermedaille hinter Peña. Im Jahr darauf nahm er erneut an den Südamerikaspielen in Cochabamba teil und gewann dort in 9:01,99 min erneut die Silbermedaille, diesmal hinter dem Peruaner Yuri Labra. Anschließend siegte er in 8:44,51 min bei den Zentralamerika- und Karibikspielen in Barranquilla im Hindernislauf.
2019 gewann er bei den Südamerikameisterschaften in Lima in 13:54,51 min die Bronzemedaille über 5000 m hinter dem Brasilianer Altobeli da Silva und José Luis Rojas aus Peru und auch im Hindernislauf sicherte er sich nach 8:41,48 min die Bronzemedaille hinter seinem Landsmann Carlos San Martín und dem Brasilianer da Silva. Anschließend startete er über 5000 m bei den Weltmeisterschaften in Doha, konnte dort aber seinen Vorlauf nicht beenden.  Bei den Halbmarathon-Südamerikameisterschaften 2022 in Buenos Aires gelangte er mit 1:02:48 h auf Rang sechs und anschließend siegte er bei den Südamerikaspielen in Asunción in 8:40,28 min im Hindernislauf und kam über 10.000 Meter nicht ins Ziel.
In den Jahren 2011, 2013 und 2014 sowie 2017 wurde Giraldo kolumbianischer Meister über 3000 m Hindernis sowie 2013 im 1500-Meter-Lauf und 2017 über 10.000 m.

## Persönliche Bestzeiten
- 1500 Meter: 3:42,38 min, 13. Juni 2015 in Lima (kolumbianischer Rekord)
- 3000 Meter: 8:10,46 min, 10. August 2014 in Belém
- 5000 Meter: 13:21,31 min, 2. Mai 2019 in Palo Alto
- 10.000 Meter: 28:33,52 min, 18. April 2019 in Torrance
- Halbmarathon: 1:02:48 h, 21. August 2022 in Buenos Aires
- Marathon: 2:17:29 h, 17. April 2016 in Hamburg
- 3000 m Hindernis: 8:28,6 min, 29. November 2013 in Trujillo